# Bibliothèque Parker
La bibliothèque Parker (Parker Library en anglais) est une collection de manuscrits et livres anciens conservée au Corpus Christi College de l'université de Cambridge, en Angleterre. Elle est issue de la collection personnelle de l'archevêque de Cantorbéry Matthew Parker, qui en fait don au Corpus Christi College (qu'il a dirigé de 1544 à 1553) à sa mort, en 1575.
Cette collection rassemble de nombreux manuscrits médiévaux rédigés en vieil et en moyen anglais.

## Quelques manuscrits
- MS 2 : la Bible de Bury
- MS 12 : la traduction en vieil anglais de la Règle pastorale par Alfred le Grand
- MS 16 : les Chronica maiora de Matthieu Paris
- MS 70 : plusieurs textes juridiques, dont une version des Leges Henrici Primi (en)
- MS 144 : le Corpus Glossary (en)
- MS 173 : la version A de la Chronique anglo-saxonne
- MS 258 : The Mirror of Justices (en)
- MS 286 : l'Évangéliaire de saint Augustin
- MS 402 : une copie d'Ancrene Wisse